# Stella Zakharova
Stella Zakharova, em russo:  Стелла Захарова, (Odessa, 12 de julho de 1963) é uma ex-ginasta ucraniana que competiu em provas de ginástica artística pela extinta União Soviética.
Filha de pais esportistas, Stella fora matriculada em uma escola de ginástica em 1970, aos sete anos de idade. Aos dez, mudou-se para Chişinău, capital da Moldávia, para treinar com Vladimir Ivanovich. Em 1976, passa a competir na categoria júnior soviética. No mesmo ano, estreou em competições, sendo medalhista de ouro no salto, prata no individual geral e solo e bronze na trave, no Campeonato Nacional Soviético. Dois anos depois, retorna para Kiev, e compete na Copa Soviética, no qual conquista o ouro no salto e a prata no geral.
Em 1979, conquista o ouro na Copa América. Na Final da Copa do Mundo de Tóquio, conquistou a medalha de ouro no concurso geral, ao superar a compatriota Nellie Kim e a romena Emilia Eberle, medalhistas de prata. Em dezembro, competiu no Mundial de Ft. Worth, Zakharova encerrou medalhista de prata na prova coletiva e no salto. No ano seguinte, em sua primeira aparição olímpica, nos Jogos Olímpicos de Moscou, Stella conquistou a medalha de ouro na prova por equipes, ao somar 394,900 pontos. Nos Jogos Universitários de 1981, fora campeã no salto, vice-campeã por equipes e terceira colocada na trave e no solo. No Mundial de Moscou, fora campeã por equipes e prata no salto sobre a mesa. Após, anunciou sua aposentadoria do desporto.
Graduou-se na Universidade Nacional de Kiev, em Educação Física e Esportes, e passou a dedicar-se a carreira de treinadora. Em 1982, casou-se com o jogador de futebol ucraniano Viktor Khlusov, dando à luz a seu primeiro filho, Oleg, no ano seguinte. Em 1985, passa a trabalhar como juíza da modalidade. Quatro anos depois, mudou-se para a Suécia, para lecionar em uma escola de ginástica, retornando apenas em 1997. Em maio de 1999, nasce sua filha, Kristina. No ano posterior, é homenageada com uma competição gímnica com seu nome, a Stella Zakharova Cup. Em 2004, torna-se presidente da Federação Ucraniana de Ginástica. Após, publicou seu título intitulado Em nome de Stella.